# Chrysiptera tricincta
Chrysiptera tricincta és una espècie de peix de la família dels pomacèntrids i de l'ordre dels perciformes.

## Morfologia
Els mascles poden assolir els 6 cm de longitud total.

## Distribució geogràfica
Es troba des d'Indonèsia fins a Samoa, les Illes Ryukyu, Austràlia (fins a Sydney) i Nova Caledònia.